# Couteau à tomates

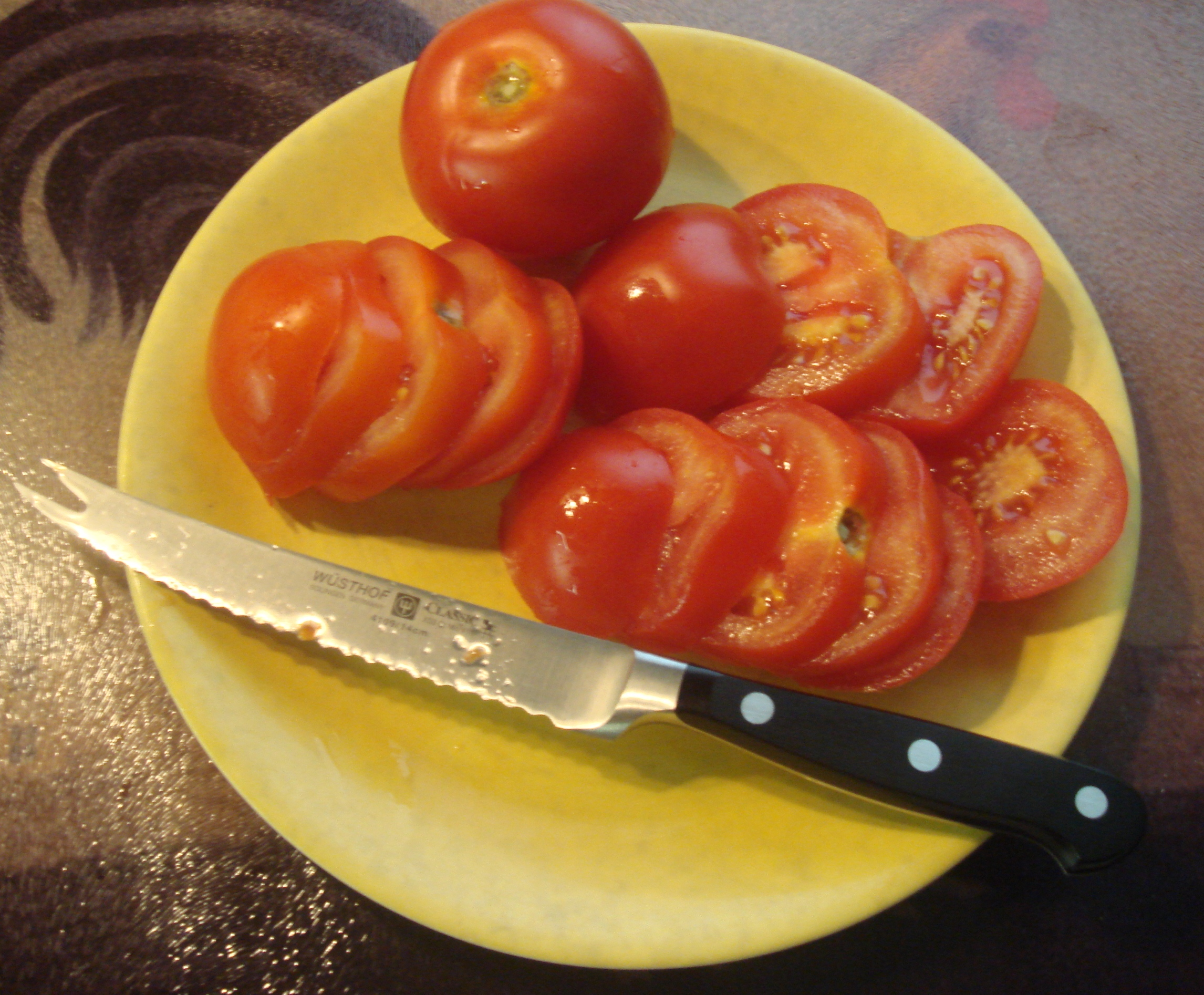
Couteau à tomate Wüsthof

Le couteau à tomate est un petit couteau dentelé spécialement conçu pour faciliter la découpe des tomates en tranches fines et régulières. Sa fine dentelure pénètre la peau des tomates avec un minimum de pression sans écraser la chair. Un couteau non dentelé ne découpera les tomates que s'il est parfaitement aiguisé. 
Les couteaux à tomate les plus chers sont pourvus d'une pointe fourchue qui permet de déplacer facilement et disposer les tranches de tomate une fois coupées.

Comme ce sont les dents qui font tout le travail, la technique de coupe est différente de celle utilisée avec un couteau de chef, qui permet de couper les aliments en un seul mouvement. Avec un couteau à tomate, il faut effectuer un mouvement de scie afin que les dentelures ‘’mordent’’ le fruit et coupent à travers, de même que pour un couteau à pain ou à viande, également dentelés.

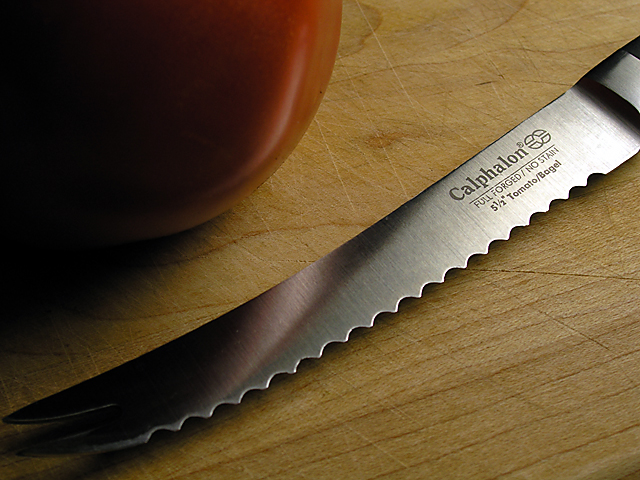
Couteau à tomate Calphalon